# Stuart Heisler
Stuart Heisler (* 5. September 1894 in Los Angeles, Kalifornien; † 21. August 1979 in Oceanside (Kalifornien)) war ein US-amerikanischer Filmregisseur.

## Leben
Stuart Heisler begann seine Berufstätigkeit beim Film bei der Produktionsgesellschaft Famous Players und durchlief dann in rascher Folge weitere Firmen wie Fox Film Corporation, First National und Goldwyn Picture Corporation. Tätigkeiten in der Requisite folgten weitere Aufgabengebiete, so war er ab Mitte der 1920er-Jahre als Filmeditor beschäftigt und übernahm mitunter die Second-Unit-Regie. 1936 drehte er mit Straight from the Shoulder mit Ralph Bellamy in der Hauptrolle seinen ersten Film als eigenverantwortlicher Regisseur. 1940 inszenierte er mit dem Low-Budget-Kinderfilm The Biscuit Eater einen Überraschungserfolg, der unter anderem vom National Board of Review unter die Top Ten Filme des Jahres 1940 gewählt wurde. Daraufhin konnte er sich im Verlauf der 1940er-Jahre als gefragter Regisseur etablieren und erhielt neben B-Filmen mitunter auch Aufträge für etwas größere Produktionen.
„Heisler galt als Routinier ohne allzu große Ansprüche, aber von einigem handwerklichen Geschick“, schreibt Kay Weniger in seinem Personenlexikon des Films. Seine Spezialität waren Abenteuer- und Gangsterfilme sowie Western. Als bedeutendste Regiearbeit seiner Karriere gilt der Film-noir-Klassiker Der gläserne Schlüssel (1942) mit Alan Ladd und Veronica Lake. Ab Mitte der 1950er-Jahre war Heisler fast ausschließlich für das Fernsehen bei Serien wie Lawman, Tausend Meilen Staub und Die Leute von der Shiloh Ranch tätig. 1962 inszenierte er seinen letzten Kinofilm  Hitler, 1964 zog er sich aus dem Hollywood-Geschäft zurück.
Stuart Heisler war bis zu seinem Tod 1979 im Alter von 82 Jahren mit Olive Beryl Pittman verheiratet, sie hatten ein Kind.

## Filmografie (Auswahl)
Schnitt
- 1925: Das Opfer der Stella Dallas (Stella Dallas)
- 1929: Flucht von der Teufelsinsel (Condemned!)
- 1930: Raffles
- 1930: Whoopee!
- 1932: Der falsche Torero (The Kid from Spain)
- 1934: Schiffbruch unter Palmen (We’re Not Dressing)
- 1935: Peter Ibbetson

Regie
- 1936: Straight from the Shoulder
- 1937: … dann kam der Orkan (The Hurricane) – Second-Unit-Regie für John Ford
- 1938: Mein Mann, der Cowboy (The Cowboy and the Lady) – Ko-Regie
- 1940: The Biscuit Eater
- 1941: Das Ungeheuer von Chicago (The Monster and the Girl)
- 1941: Zum Leben verdammt (Among the Living)
- 1942: The Remarkable Andrew
- 1942: Der gläserne Schlüssel (The Glass Key)
- 1945: Der Vagabund von Texas (Along Came Jones)
- 1946: Blau ist der Himmel (Blue Skies)
- 1947: Smash-Up: The Story of a Woman
- 1949: Tulsa
- 1949: Tokio-Joe (Tokyo Joe)
- 1950: Des Teufels Pilot (Chain Lightning)
- 1950: Die Gefangene des Ku-Klux-Klan (Storm Warning)
- 1950: Vendetta
- 1950: Todfeindschaft (Dallas)
- 1951: Journey Into Light
- 1952: Insel der Verheißung (Saturday Island)
- 1952: The Star
- 1954: Brückenkopf X (Beachhead)
- 1954: This Is My Love
- 1955: Gegen alle Gewalten (I Died a Thousand Times)
- 1956: Der weiße Reiter (The Lone Ranger)
- 1956: Horizont in Flammen (The Burning Hills)
- 1957–1960: Käpt’n Grief an Bord (Captain David Grief, Fernsehserie, 16 Folgen)
- 1958: 77 Sunset Strip (Fernsehserie, eine Folge)
- 1958–1961: Lawman (Fernsehserie, 27 Folgen)
- 1959–1960: Tausend Meilen Staub (Rawhide, Fernsehserie, 6 Folgen)
- 1962: Hitler
- 1963: The Dakotas (Fernsehserie, 8 Folgen)
- 1963: Die Leute von der Shiloh Ranch (The Virginian, Fernsehserie, 1 Folge)
- 1964: The Travels of Jaimie McPheeters (Fernsehserie, 1 Folge)